# Бой при Крупник
Крупнишкият бой, състоял се на 12-13 (нов стил 25-26) октомври 1912 г., е въоръжен сблъсък от Балканската война, в хода на който Трета бригада от Седма пехотна рилска дивизия нанася поражение на османския Струмски корпус и овладява Кресненския пролом.
Ден след като Османската империя обявява война на България (4 октомври) Седма рилска дивизия прекосява границата при Кочериново. Настъплението се развива успешно и за по-малко от седмица трите бригади на дивизията достигат в отделни колони Кочани, Пехчево и Симитли. За да продължи настъплението си от Симитли към Солун, 3-та бригада (боен състав 8000 пехотинци, начело с генерал-майор Спас Георгиев) трябва да преодолее турските войски, заели изхода на Кресненския пролом северно и източно от селата Крупник и Сърбиново. В изпълнение на тази задача бригадата се разделя, на свой ред, на три колони. На 12 октомври средната колона (две дружини и две роти от 49-и пехотен полк с 18 оръдия) настъпва по шосето от Симитли за Крупник, но се натъква на силна съпротива. Лявата колона (три дружини от 50-и пехотен полк с 14 оръдия), също е спряна и контраатакувана при опит да обходи пролома през височините на левия бряг на Струма. Дясната колона (две дружини с 4 оръдия) заобикаля от запад и привечер достига връх Джама (днес Ильов връх), без да влезе в досег с противника. В подкрепа на операцията за овладяване на Кресна действат части на 2-ра бригада на Рилската дивизия откъм Пехчево и на Родопския отряд откъм Мехомия (Разлог). Те трябва да настъпят, съответно, от запад (през Малешевската планина) и от изток (покрай Ел тепе) и да завладеят моста на Струма недалеч от Брезница (днес Горна Брезница), южно от пролома. Въпреки че не срещат съпротива, тези части не успяват да извършат трудния планински преход навреме.
Боят около Крупник продължава и на следващата сутрин (13 октомври). Напредването на българската обходна колона от запад застрашава тила на турските войски. Под прикритието на снежна буря същия следобед те се изтеглят от Крупник на юг. Ден по-късно (14 октомври) части от 3-та бригада заемат Кресненския пролом.